# SES Sirius
SES Sirius, anteriormente chamado de Nordic Satellite AB, Nordiska Satellitaktiebolaget e NSAB foi um proprietário e operador dos satélites Sirius, que forneciam aos países nórdicos e os países bálticos, transmissões de TV, rádio, dados e soluções de comunicação. A empresa é hoje inteiramente propriedade e controlada pela SES e não tem existência independente.
O Relatório Anual da SES de 2004 afirma que 16,4 milhões de casas receberam os serviços de radiodifusão e de banda larga a partir do sistema Sirius, 1,5 milhões diretamente dos satélites e outras 14,9 milhões através de redes de cabo de distribuição de conteúdo através da Sirius.

## História
Em 1982, os governos da Suécia e da Noruega formaram a NSAB como parte de uma parceria abrangente com a finalidade de "cooperação de telecomunicações via satélite". Em 1989, os dois governos concordaram em pôr fim a sua parceria, o governo sueco assumiu a propriedade total com a aquisição dos 15% da participação da Noruega.
Em 02 de abril de 1989 o primeiro satélite da NSAB, o Tele-X que foi construído pela Aérospatiale, foi lançado em um foguete Ariane 2 a partir do Centro Espacial de Kourou na Guiana Francesa. A Swedish Space Corporation (SSC) foi contratada para funcionar o sistema do Tele-X e, em 1993, a empresa adquiriu as ações do governo sueco, tornando-se o único proprietário.
No final de 1993 a NSAB adquirido da British Sky Broadcasting o satélite geoestacionário de comunicações Marco Polo 1 que foi baseado na plaforma Hughes 376. O Marco Polo 1 foi construído para ser propriedade e operado pela British Broadcasting Satellite. Todavia, após o colapso da empresa que se fundiu com a Sky Television para formar a BSkyB. Nesta "fusão" a Sky foi a força dominante e seu sistema de locação de transponder da SES do satélites Astra foi mantida. O Marco Polo 1 (e seu satélite irmão, o Marco Polo 2) foram gradualmente retirados de serviço.
Em fevereiro de 1994 a Teracom adquiriu uma participação de 50% da NSAB. No mesmo mês, o Marco Polo 1 reentrou em serviço como Sirius 1 a 5 graus leste. Em julho de 1994 a NSAB concordou com a compra do Sirius 2 da Aérospatiale (mais tarde Alcatel Space). O satélite foi lançado com sucesso no dia 12 de novembro de 1997 por um foguete Ariane 4. Pouco tempo após o lançamento a SES assinou um contrato de locação para todos os transponders do satélite.
Em 1996 a Tele Danmark adquiriu uma participação de 25% na NSAB da Teracom.
Em maio de 1997 a NSAB ordenou a construção de um satélite Hughes 376HP, o satélite foi lançado com sucesso no dia 5 de outubro de 1998, novamente por um foguete Ariane 4.
Em outubro de 2000 a SES adquiriu as ações da Tele Danmark e Teracom para se tornar coproprietário 50-50 com a SSC. A SES aumentou a sua participação para 75% em dezembro de 2003, e renomeando a empresa para SES Sirius em 1 de dezembro de 2005. Em janeiro de 2008, a SES aumentou ainda mais a sua participação na SES Sirius para 90%.
Em março de 2010 a SES (como então controladora da SES Astra) assumiu o controle total e em junho de 2010, a empresa foi rebatizada para SES Astra e o satélite que estava totalmente operacional, o Sirius 4, foi renomeado para Astra 4A.

## Satélites
| Satélite | Fabricante          | Data do lançamento     | Veiculo de lançamento | Estado                              | Nota                                                |
| -------- | ------------------- | ---------------------- | --------------------- | ----------------------------------- | --------------------------------------------------- |
| Tele-X   | Aérospatiale        | 02 de abril de 1989    | Ariane 2              | Inativo desde 16 de janeiro de 1998 |                                                     |
| Sirius 1 | Hughes              | 27 de agosto de 1989   | Delta-4925            | Inativo desde maio de 2003          | Também conhecido por Marco Polo 1, BSB 1 e Sirius W |
| Sirius 2 | Aérospatiale        | 12 de novembro de 1997 | Ariane 44L            | Inativo desde 16 de Janeiro de 2009 | Também conhecido por GE 1E e Astra 5A               |
| Sirius 3 | Hughes              | 05 de outubro de 1998  | Ariane 44L            | Ativo                               |                                                     |
| Sirius 4 | Lockheed Martin     | 17 de novembro de 2007 | Proton-M/Briz-M       | Ativo                               | Atual Astra 4A                                      |
| Sirius 5 | Space Systems/Loral | 09 de julho de 2012    | Proton-M/Briz-M       | Ativo                               | Também conhecido por SES-5 e Astra 4B               |